# Bisco Hatori
Bisco Hatori (jap. 葉鳥ビスコ, Hatori Bisuko; * 30. August 1975 in Saitama, Japan) ist eine japanische Manga-Zeichnerin, deren Werke sich an jugendliche Mädchen richten und dem Shōjo-Genre zuzuordnen sind. Sie arbeitet für den Hakusensha-Verlag.

## Leben
Bereits in der Grundschule zeichnete Hatori mit viel Leidenschaft. Als sie auf die Oberschule ging, mochte sie Mangas wie Akimi Yoshidas Banana Fish, Takehiko Inoues Slam Dunk, Saki Hiwataris Please Save My Earth und Reiko Shimizus Tsuki no Ko. Ihren ersten Manga veröffentlichte sie im Januar 1999 mit der 40-seitigen Kurzgeschichte Isshunkan no Romance im Manga-Magazin LaLa DX, für die sie den 19. LMG Gold Debut Shō, einen Preis für herausragende Erstlingswerke, gewann.
Nach einigen weiteren kurzen Mangas für LaLa DX veröffentlichte sie ab Januar 2001 ein erstes längeres Werk, Sennen no Yuki, im LaLa. In dem über 350 Seiten langen Manga geht es um eine Oberschülerin, die aufgrund ihrer Herzschwäche Angst um ihr junges Leben hat. Als sie auf einen Vampir, der ungefähr 1000 Jahre alt wird, trifft, möchte sie ihn dazu bringen, ihr Blut zu trinken und sie damit ebenfalls zu einem Vampir zu machen.
Ihr bislang größter Erfolg ist Ouran High School Host Club, das von Juli 2002 bis September 2010 im LaLa erschien und in 18 Bänden abgeschlossen ist. In dem Manga steht Haruhi im Vordergrund, die auf eine Eliteoberschule geht und dort einem ausschließlich aus Jungen bestehenden Begleitservice beitritt. Die Sammelbände von Ouran High School Host Club verkauften sich in Japan bis Mai 2006 über vier Millionen Mal und wurden unter anderem auch auf Deutsch und Englisch veröffentlicht. Wegen des großen kommerziellen Erfolges des Mangas wurde er 2006 als Anime-Serie, 2011 als Dorama und 2012 als Kinofilm sowie als Hörspiel und Computerspiel umgesetzt.
Von Dezember 2012 bis 2013 setzte sie in LaLa die Serie Sennen no Yuki fort. Die nächste längere Serie war Petite Pêche bis 2015. Seit 2014 erscheint Urakata!!.

## Stil
Als typisch für Hatoris Zeichenstil werden die besonders großen Augen und die häufige Verwendung von Rasterfolie genannt.

## Werke
- Isshunkan no Romance (一瞬間のロマンス), 1999
- Love Egoist (ラブ・エゴイスト, Rabu Egoisuto), 2001
- Millennium Snow (千年の雪, Sennen no Yuki), 2001–2002 und 2012–2013
- Ouran High School Host Club (桜蘭高校ホスト部, Ōran Kōkō Host Kurabu), 2002–2010
- Detarame Mōsōryoku Opera, 2012
- Petite Pêche, 2013–2015
- Urakata!!, seit 2014